# Moreland Hills
Moreland Hills és una vila dels Estats Units a l'estat d'Ohio. Segons el cens del 2000 tenia 3.298 habitants.

## Demografia
Segons el cens del 2000, Moreland Hills tenia 3.298 habitants, 1.286 habitatges, i 1.014 famílies. La densitat de població era de 175,6 habitants/km².
Dels 1.286 habitatges en un 31,8% hi vivien nens de menys de 18 anys, en un 72,5% hi vivien parelles casades, en un 4,9% dones solteres, i en un 21,1% no eren unitats familiars. En el 19,1% dels habitatges hi vivien persones soles el 9,7% de les quals corresponia a persones de 65 anys o més que vivien soles. El nombre mitjà de persones vivint en cada habitatge era de 2,56 i el nombre mitjà de persones que vivien en cada família era de 2,93.
Per edats la població es repartia de la següent manera: un 23,1% tenia menys de 18 anys, un 4,3% entre 18 i 24, un 18,3% entre 25 i 44, un 36,5% de 45 a 60 i un 17,7% 65 anys o més.
L'edat mediana era de 48 anys. Per cada 100 dones de 18 o més anys hi havia 91,3 homes.
La renda mediana per habitatge era de 113.977 $ i la renda mediana per família de 134.621 $. Els homes tenien una renda mediana de 100.000 $ mentre que les dones 42.054 $. La renda per capita de la població era de 72.001 $. Aproximadament l'1,3% de les famílies i el 3,3% de la població estaven per davall del llindar de pobresa.

## Personatges il·lustres
- James A. Garfiled (1831 - 1881) 20è President dels Estats Units.[4]

## Poblacions properes
El següent diagrama mostra les poblacions més properes.